# Jean-Baptiste Adamsberg
Jean-Baptiste Adamsberg ist eine literarische Figur aus verschiedenen Kriminalromanen der französischen Schriftstellerin Fred Vargas.

## Charakterisierung und Vita
Adamsberg ist Kommissar im 5. (also dem Universitätsviertel Quartier Latin), später im 13. Arrondissement von Paris. Adamsberg zeichnet sich durch eine ausgesprochene Unfähigkeit zu systematischem Nachdenken aus. Tatsächlich versteht er nicht einmal, wie andere Menschen durch Nachdenken zu einem Ergebnis kommen. Gleichzeitig besitzt er eine außerordentliche Intuitionsgabe, mit deren Hilfe er aus scheinbar belanglosen Einzelheiten weitreichende Zusammenhänge – Verbrechen – erspürt und Grausamkeit an Dingen, Vorgängen und Menschen „riecht“. Ein weiteres Kennzeichen seines Wesens ist eine ausgeprägte Langsamkeit. Adamsberg ist damit eine sehr untypische Figur innerhalb des Genres Kriminalroman, der sich den üblichen Ermittlungsmethoden und Klischees weitgehend verweigert.
Jean-Baptiste (französisch für „Johannes der Täufer“) Adamsberg wurde in einem Ort der historischen französischen Provinz Béarn am Fuß der Pyrenäen geboren.  Mit 25 Jahren fing er seine Tätigkeit in den heimatlichen Pyrenäen in einem Kommissariat an und wurde aufgrund seiner für seine Umgebung rätselhaften Fähigkeit, Morde aufzuklären, erst zum Inspektor und später zum Kommissar befördert. Nach 20 Jahren gelangte er nach Paris, ins 5. Arrondissement, in dem die ersten Kriminalromane mit ihm als Hauptfigur spielen. Später wird er in ein anderes Arrondissement versetzt. In Paris ist ihm Adrien Danglard als Inspektor und – mit seinem Hang zu systematischem Denken – temperamentsmäßiger Gegenpol zur Seite gestellt. Eine wichtige Rolle spielt zudem in vielen Romanen seine Geliebte bzw. ehemalige Geliebte Camille Forestier.

## Adaptionen
Die Romane L'homme à l'envers, L'homme aux cercles bleus, Sous les vents de Neptune und Un Lieu Incertain wurden mit Jean-Hugues Anglade als Adamsberg in den Jahren 2008 bis 2010 verfilmt. Im Jahr 2007 verkörperte José Garcia den Kommissar. In Zusammenarbeit mit Edmond Baudoin wurde Les Quatre Fleuves als Comic veröffentlicht.

## Werke mit der HauptfigurAdamsberg
- L'homme aux cercles bleus, 1991, deutsch: Es geht noch ein Zug von der Gare du Nord. Kriminalroman, Aufbau-Verlag, Berlin 2003, ISBN 3-7466-1516-X
- L'homme à l'envers, 1999, deutsch: Bei Einbruch der Nacht. Kriminalroman, Aufbau-Verlag, Berlin 2005, ISBN 3-7466-2158-5
- Pars vite et reviens tard, 2001, deutsch: Fliehe weit und schnell. Roman. Aufbau-Verlag, Berlin 2004, ISBN 3-7466-2115-1
- Coule la Seine, 2002, deutsch: Die schwarzen Wasser der Seine, Aufbau-Verlag, Berlin 2007, ISBN 978-3-7466-2350-4
- Sous les vents de Neptune, 2004, deutsch: Der vierzehnte Stein. Roman, Aufbau-Verlag, Berlin 2005, ISBN 3-351-03030-4
- Dans les bois éternels, 2006, ISBN 2-87858-233-0, deutsch: Die dritte Jungfrau, Aufbau-Verlag, Berlin 2007, ISBN 978-3-351-03205-0
- Un Lieu Incertain, 2008, deutsch: Der verbotene Ort, Aufbau-Verlag, Berlin 2009, ISBN 978-3-351-03256-2
- L' Armée furieuse, 2011, deutsch: Die Nacht des Zorns, Aufbau-Verlag, Berlin 2012, ISBN 978-3-351-03380-4
- Temps glaciaires, 2015, deutsch: Das barmherzige Fallbeil, Limes Verlag, 2015, ISBN 978-3-8090-2659-4.
- Quand sort la recluse, 2017, deutsch: Der Zorn der Einsiedlerin, Limes Verlag, 2018, ISBN 978-3-8090-2693-8.
- Sur la dalle, 2023, deutsch: Jenseits des Grabes, Limes Verlag, 2024, ISBN 978-3-8090-2782-9.